# DubaiSat 2
DubaiSat 2 est le deuxième satellite d'observation de la Terre  des Émirats arabes unis placé en orbite en 2013. Le satellite, construit par la société sud-coréenne Satrec Initiative sous la supervision du Emirates Institution for Advanced Science and Technology (EIAST), est une version améliorée de DubaiSat 1. Le satellite de 300 kilogrammes fournit des images dans cinq bandes spectrales avec une résolution spatiale comprise entre 1 et 4 mètres.

## Historique
DubaiSat-2 est un projet du Emirates Institution for Advanced Science and Technology organisation gouvernementale des Émirats arabes unis devenue depuis le Centre spatial Mohammed bin Rashid (MBRSC). Il poursuit la collaboration avec la société sud-coréenne Satrec Initiative qui avait construit DubaiSat 1. L'implication des ingénieurs émirati est plus importante et le satellite utilise des technologies plus avancées.  
DubaiSat-2 est lancé le 29 juillet 2009 depuis le cosmodrome de Baikonour au Kazakhstan par une fusée ukrainienne Dnepr qui emporte environ charges utiles[Quoi ?]. Il est placé sur une orbite héliosynchrone à 600 kilomètres d'altitude avec une inclinaison orbitale de 97,1°. Le satellite passe au-dessus du nœud descendant à 10 heures 30. La fréquence de revisite effective est de 8 jours grâce à la capacité du satellite de pivoter de 45° de part et d'autre de sa trace au sol. Le satellite est déclaré opérationnel le 14 avril 2014.

## Caractéristiques techniques
DubaiSat-1 est un satellite artificiel d'environ 300 kg (avec les ergols) de forme cylindrique (avec une section hexagonale) haut de 1,95 mètre pour un diamètre de 1,5 mètre. La plateforme de type SI-300, qui comporte deux étages est conçue pour permettre une séparation nette de la charge utile (télescope/caméra). Quatre panneaux solaires fixés au sommet du cylindre et déployés en orbite fournissent 450 watts après cinq ans de fonctionnement. Le satellite est stabilisé 3 axes avec une précision de pointage inférieure à 0,12°. Le contrôle d'orientation est pris en charge par cinq roues de réaction. L'orientation du satellite est déterminée par des capteurs solaires, des viseurs d'étoiles et des magnétomètres. Les corrections orbitales sont effectuées à l'aide de propulseurs à effet Hall d'une poussée de 7 mN avec une impulsion spécifique qui expulse du xénon dont le satellite emporte deux kilogrammes. Les communications se font en bande X pour l'envoi des images avec un débit de 160 mégabits par seconde se fait via une antenne parabolique orientable avec un axe de liberté et en bande S (débit de 9,6 et 38,4 kilobits par seconde pour les télémesures et les commandes. Le satellite est conçu pour une durée de vie minimum de cinq ans.

## Instrument
L'unique instrument est la caméra optique HiRAIS (High Resolution Advanced Imaging System) de type pushbroom (en). Le télescope de type Korsch a une ouverture de 41,5 centimètres et comporte 5 miroirs. La caméra est dotée de filtres panchromatique (550-900 nm), bleu (450-520 nm),  vert (520-590 nm),  rouge (630-690 nm) et proche infrarouge (770-890 nm). La résolution spatiale est de 1 mètre en panchromatique et de 4 mètres dans les autres bandes spectrales. La fauchée est de 12 kilomètres au nadir.